# Aloidendron dichotomum
Aloidendron dichotomum (anteriormente Aloe dichotoma) es una  especie del género Aloidendron nativa de Sudáfrica.

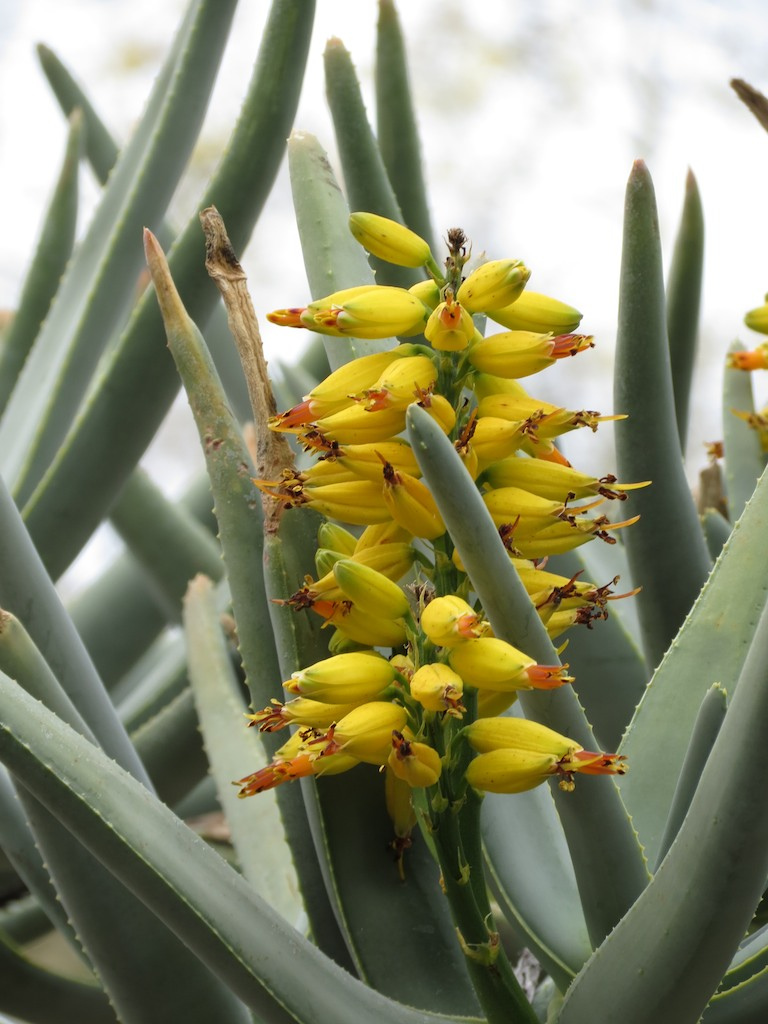
Inflorescencia.

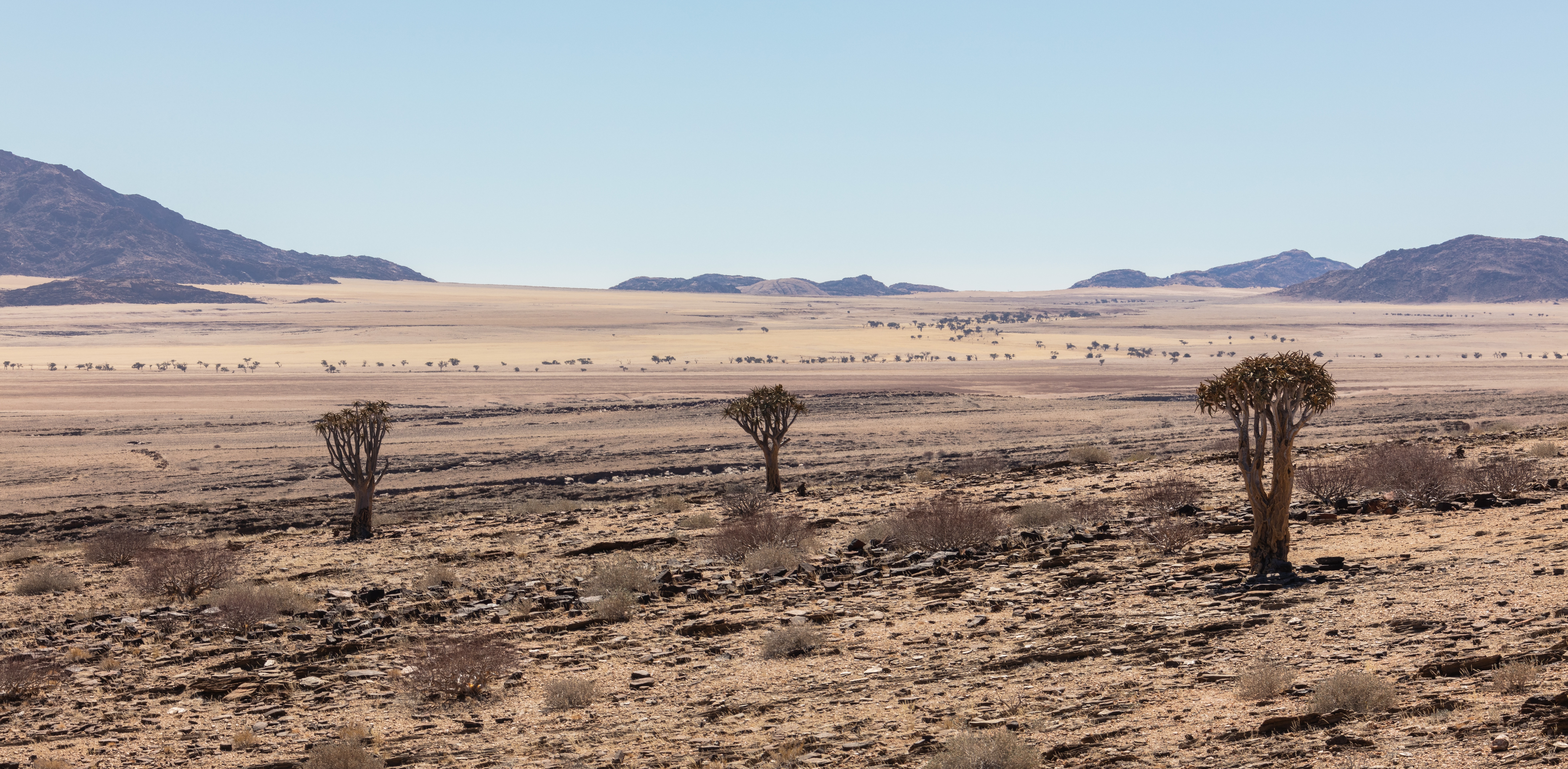
Ejemplares en el parque nacional de Namib-Naukluft, Namibia.

## Descripción
Es una planta de ramas dentadas que están cubiertas por una fina capa blanca que le ayuda a reflejar los rayos del sol. La corteza del tronco forma una escala de colores dorados y marrones. La corona está densamente redondeada. Las hojas son verde-azuladas y nacen al final de rosetas. Las flores son amarillas brillantes.
Un fenómeno común en las ramas de estos árboles es el enorme nido comunal de tejedores (Philetairus socius) que viven y se reproducen por miles. Aquí sus crías al nacer están a salvo de depredadores como las serpientes y chacales.

## Distribución y hábitat
Se produce en zonas rocosas, cerca de Nieuwoudtville en Namibia en el norte y hacia el este a Upington y Kenhardt en Sudáfrica.

## Cultivo y usos
Se cultiva en el suroeste de los Estados Unidos para su uso en paisajismo. El ritmo de lento crecimiento y rareza relativa de la planta la hacen un espécimen particularmente caro.

## Taxonomía
Aloidendron dichotomum fue descrita por Francis Masson y publicado en Philos. Trans. Roy. Soc. London 66: 310, en el año (1776).
Etimología
Aloeidendron: nombre genérico de origen muy incierto: podría ser derivado del griego άλς, άλός (als, alós), "sal" - dando άλόη, ης, ή (aloé, oés) que designaba tanto la planta como su jugo - debido a su sabor, que recuerda el agua del mar. De allí pasó al Latín ălŏē, ēs con la misma aceptación, y que, en sentido figurado, significaba también "amargo". Se ha propuesto también un origen árabe, alloeh, que significa "la sustancia amarga brillante"; pero es más probablemente de origen complejo a través del hébreo: ahal (אהל), frecuentemente citado en textos bíblicos. La parte de "dendron" viene del griego "dɛndrɒn" que significa "árbol".
dichotomum: epíteto latino  que significa "dividido en pares".
Variedades aceptadas
- Aloidendron dichotomum subsp. dichotomum
- Aloidendron dichotomum subsp. pillansii (L.Guthrie) Zonn.
- Aloidendron dichotomum subsp. ramosissimum (Pillans) Zonn.

Sinonimia
- Aloidendron montana
- Aloidendron ramosa
- Aloidendron dichotomum var. montana[9]
- Rhipidodendrum dichotomum (Masson) Willd.[10][2]